# كاظم أباد (نظر أباد)
كاظم أباد هي قرية في مقاطعة نظر أباد، إيران. عدد سكان هذه القرية هو 806 في سنة 2006.